# Alfonso de Valencia y Bracamonte
Alfonso de Valencia y Bracamonte (antes de 1427 - después de 1487). Noble castellano de la casa de Valencia. Fue hijo de Diego de Valencia, mariscal de Castilla, y de Aldonza de Bracamonte.
Fue mariscal de Castilla, teniente del rey en Zamora (1472-1476), alcaide del castillo de dicha ciudad y caballero de la Real Cofradía de Caballeros Cubicularios de Zamora.

## Orígenes familiares
Fue hijo de Diego de Valencia y de su esposa Aldonza de Bracamonte. Por parte paterna fueron sus abuelos Juan de Valencia, mariscal de Castilla y regidor de la ciudad de Zamora, y Beatriz de Acuña y Girón. Y por parte materna era nieto de Mosén Rubín de Bracamonte, señor de Fuente el Sol y almirante de Francia, y de Inés de Mendoza.
Fue hermano de Juana de Valencia, Beatriz de Valencia y de Isabel de Valencia, y hermanastro, según afirma el historiador Enrique Fernández-Prieto, de Lope de Ocampo, que fue el padre del historiador Florián de Ocampo, cronista de Carlos I.

## Biografía
Se desconoce su fecha de nacimiento. Su padre, Diego de Valencia, fue mariscal de Castilla, asistente de la ciudad de Sevilla, alcaide del castillo de Zamora y caballero de la Real Cofradía de Caballeros Cubicularios de Zamora, según consta en una relación de los miembros de la cofradía de 1462, en la que también es mencionado su hijo mayor, el mariscal Alfonso de Valencia.

Durante el reinado de Enrique IV de Castilla su padre y él, que ya era mariscal de Castilla, acaudillaron las tropas zamoranas en su lucha contra las de Juan de Ulloa, alcaide del castillo de Zamora, a quien apodaban «el Malo» o «el Trasquilado», ya que éste saqueaba y devastaba la región, «valiéndose de una tropa de foragidos que no tenía más ley que su mandato». Y el historiador Cesáreo Fernández Duro afirmó en sus Memorias históricas de la ciudad de Zamora que en la batalla en la que Alfonso de Valencia y su padre derrotaron a Juan de Ulloa:

Iban ciento cincuenta de á caballo y ochocientos de á pié, hidalgos y ciudadanos, número muy inferior al de los enemigos, pero alentados por el interes de la defensa de los hogares. Antes de venir á las manos tomaron cardos del campo como distintivo, observando que los de Ulloa habían puesto ramas de vid en los yelmos, y en buen orden recibieron el empuje de los contrarios, invocando a su patrón San Ildefonso. Fue la batalla el miércoles 12 de agosto, dia de Santa Clara, en un recuesto que se llama Val de la Gallina, entre Coreses y Zamora, generalizándose con la saña que se observa en las contiendas intestinas. Ganó la buena causa, pronunciándose en huida los bandoleros, con pérdida de consideración en muertos y aprendidos.

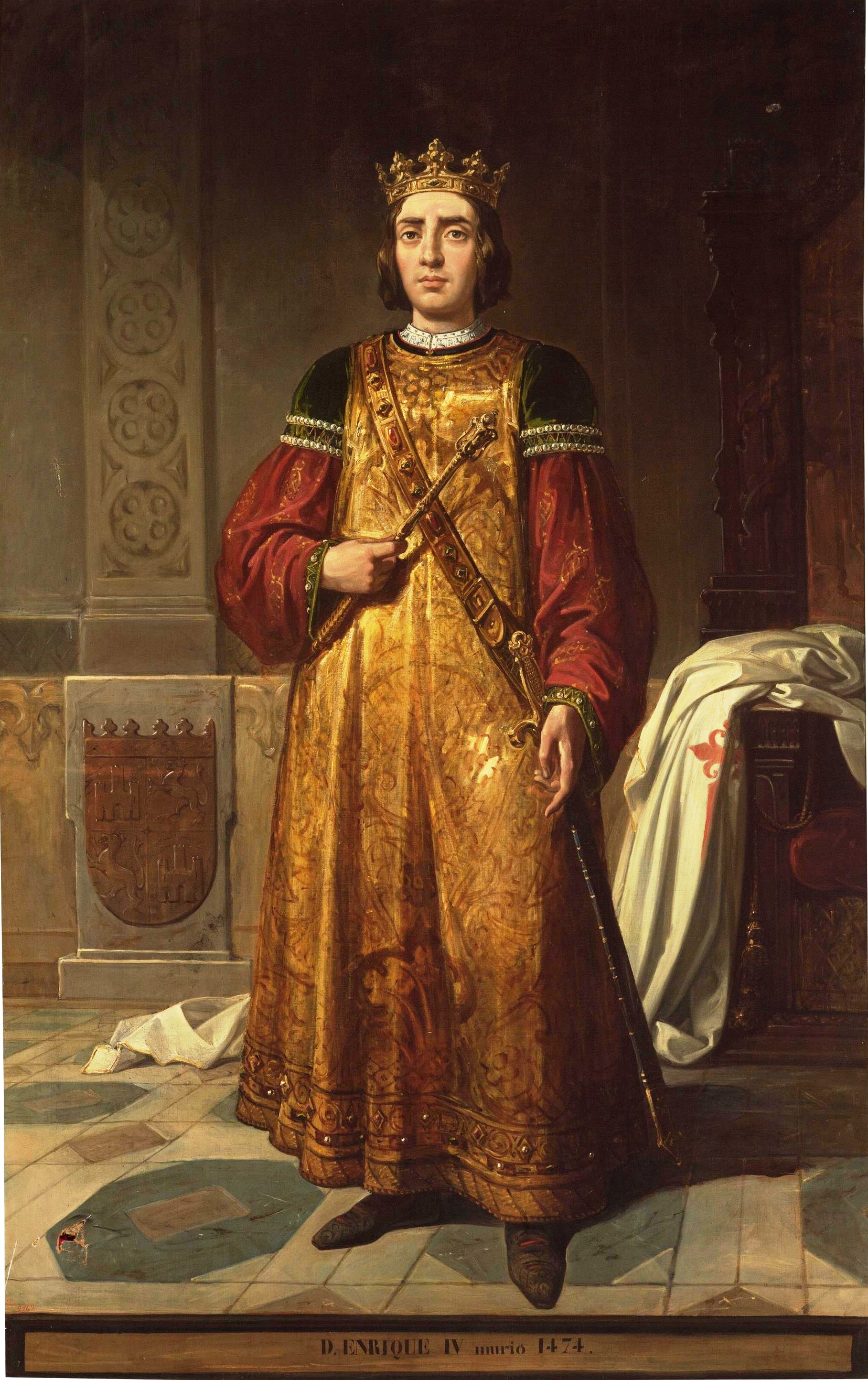
Retrato imaginario de Enrique IV de Castilla, de Francisco Sainz. Ca. 1848. (Museo del Prado, Madrid).

A la muerte de su padre, ocurrida después de 1466, Alfonso de Valencia heredó las posesiones paternas y, junto con su suegro Juan de Porres, defendió en la ciudad de Zamora la causa de Enrique IV, durante el último periodo de su reinado, frente a los partidarios que la infanta Isabel de Castilla, hermanastra del rey y futura reina de Castilla, tenía en la ciudad. Y en 1469 Alfonso de Valencia, como representante de Zamora, fue procurador en las Cortes de Ocaña.
A la muerte de Enrique IV, ocurrida en 1474, comenzó la Guerra de Sucesión Castellana entre los partidarios de la princesa Juana la Beltraneja, hija del rey, y los de la infanta Isabel de Castilla, hermanastra de Enrique IV, que fue proclamada reina de Castilla en 1474 en la ciudad de Segovia junto con su esposo, el infante Fernando de Aragón, hijo del rey Juan II de Aragón. Y diversos historiadores destacan que desde el principio de la contienda Isabel de Castilla fue apoyada por la mayor parte de las ciudades y de la nobleza, y que pocas familias nobles «no se pronunciaron en espera de acontecimientos».
En 1475 los reyes Fernando e Isabel expidieron una Real provisión para que el corregidor de la ciudad de Zamora finalizara unas pesquisas sobre varias querellas y pleitos entre Alfonso de Valencia, Juan de Porres y sus familiares de un lado, y el comendador Pedro de Ledesma y sus parientes del otro, relativas al «servicio» de los reyes. Y en dicho documento éstos ordenaban que cuando el corregidor finalizara las pesquisas las remitiera al Consejo Real, a fin de que cuando fueran «llamadas é oidas las partes» se administrara justicia.
 

Y el 3 de mayo de 1475 Alfonso de Valencia y su suegro, que controlaban la ciudad de Zamora, junto con Gonzalo de Valencia, tío del mariscal y chantre de la catedral de Zamora, suscribieron un pacto «ofensivo y defensivo» con Beltrán de la Cueva, duque de Alburquerque, para «defender y amparar la ciudad de Zamora», aunque poco después él, su suegro y Francisco de Valdés, que controlaba las torres del puente de la ciudad y era sobrino de Juan de Porres, rindieron pleito homenaje por segunda vez a los reyes Fernando e Isabel y se comprometieron a ayudarles en su lucha contra el rey Alfonso V de Portugal, esposo de Juana la Beltraneja.

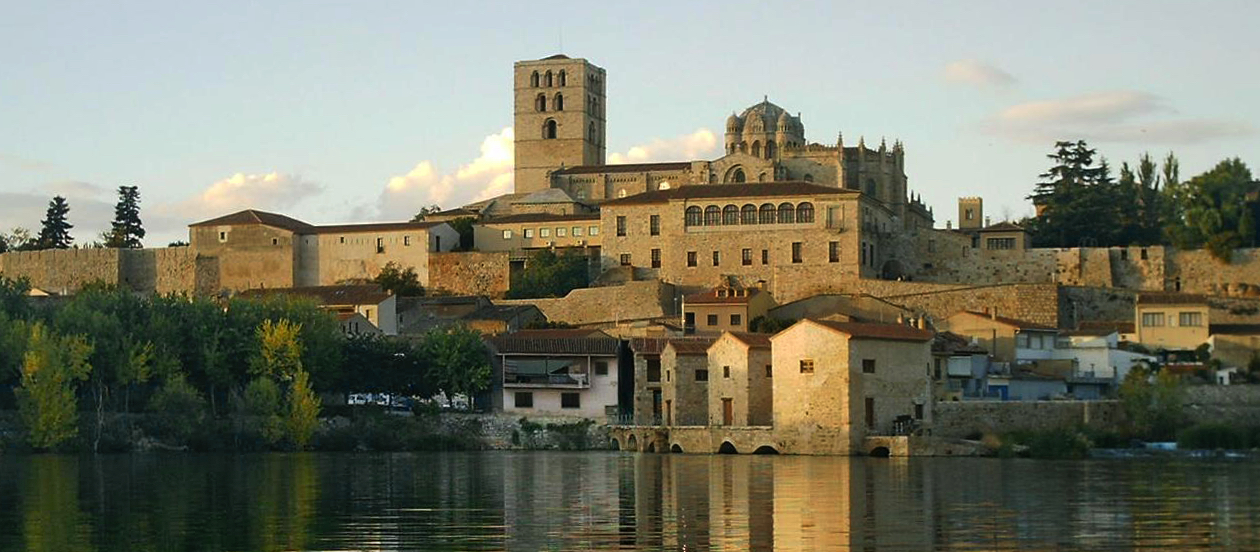
Vista de la ciudad de Zamora y de su catedral.

Poco después el rey de Portugal se apoderó de la ciudad de Toro y envió mensajeros al mariscal Alfonso de Valencia y a su suegro para que le entregasen la ciudad de Zamora, prometiéndoles a cambio que serían recompensados con oro, vasallos, tierras y «otras muchas mercedes», aunque cuando el rey Fernando tuvo conocimiento de ello les recordó a él y a su suegro que ambos le habían rendido dos veces homenaje a él y a la reina Isabel, y que en caso necesario les enviaría «un capitan con gente de armas» para que pudieran defender la ciudad contra el rey de Portugal.
El cronista Fernando del Pulgar afirma que el regidor Juan de Porras, que «tenia propósito de facer mas lo que á su provecho que á su honra cumplia», envió dos veces mensajeros al rey Fernando comunicándole que le serviría lealmente y que no había necesidad de tropas para defender la ciudad, ya que no deseaba que las tropas isabelinas la ocuparan. Y al mismo tiempo, Juan de Porras continuó comunicándose en secreto con Alfonso V de Portugal, y cuando este último le entregó el oro y las mercedes que le había prometido, él y Alfonso de Valencia se pusieron a su servicio y le entregaron la ciudad y el castillo de Zamora, que fueron ocupados a los pocos días por el monarca portugués, quien permaneció allí varios días y dejó el castillo en manos del mariscal Alfonso de Valencia. Y la historiadora Gloria Lora Serrano también afirmó que Alfonso de Valencia y su suegro «se vendieron al oro ofrecido por Alfonso V» y le entregaron la ciudad.
Fernando del Pulgar afirmó que cuando los Reyes Católicos fueron informados de la traición de Juan de Porres y de su suegro manifestaron un «gran pesar», ya que «Zamora era una de las principales cibdades del reyno», y continuaron reuniendo tropas y pertrechos para proseguir la guerra. A principios de 1476, y poco antes de que se librara la batalla de Toro, el rey Fernando ocupó Zamora con sus tropas, aunque Alfonso de Valencia se atrincheró en el castillo de la ciudad y se negó a entregarlo, por lo que sus bienes y los de Juan de Porres fueron confiscados.
  

El 1 de marzo de 1476 los portugueses fueron derrotados por el rey Fernando en la batalla de Toro, y poco después Alfonso de Valencia, según consta en el capítulo XLVIII de la Crónica de los Señores Reyes Católicos Don Fernando y Doña Isabel, solicitó al cardenal Pedro González de Mendoza, que era pariente suyo, que suplicara a dicho príncipe que perdonase a todos los que se le habían opuesto en Zamora y les restituyera todos sus bienes, y dicho prelado, por consideración hacia su familiar, transmitió sus súplicas al rey, quien, según afirma la crónica:

Porque ovo consideracion que (Alfonso de Valencia) era mozo, é había errado mas por ignorancia seyendo engañado por su suegro Juan de Porras, que por malicia é deslealtad: é mandóle restituir sus bienes. E recibió dél la fortaleza, en la qual estaba la cámara é arreos del Rey de Portogal, que dexó allí en guardia cuando partió de Zamora.

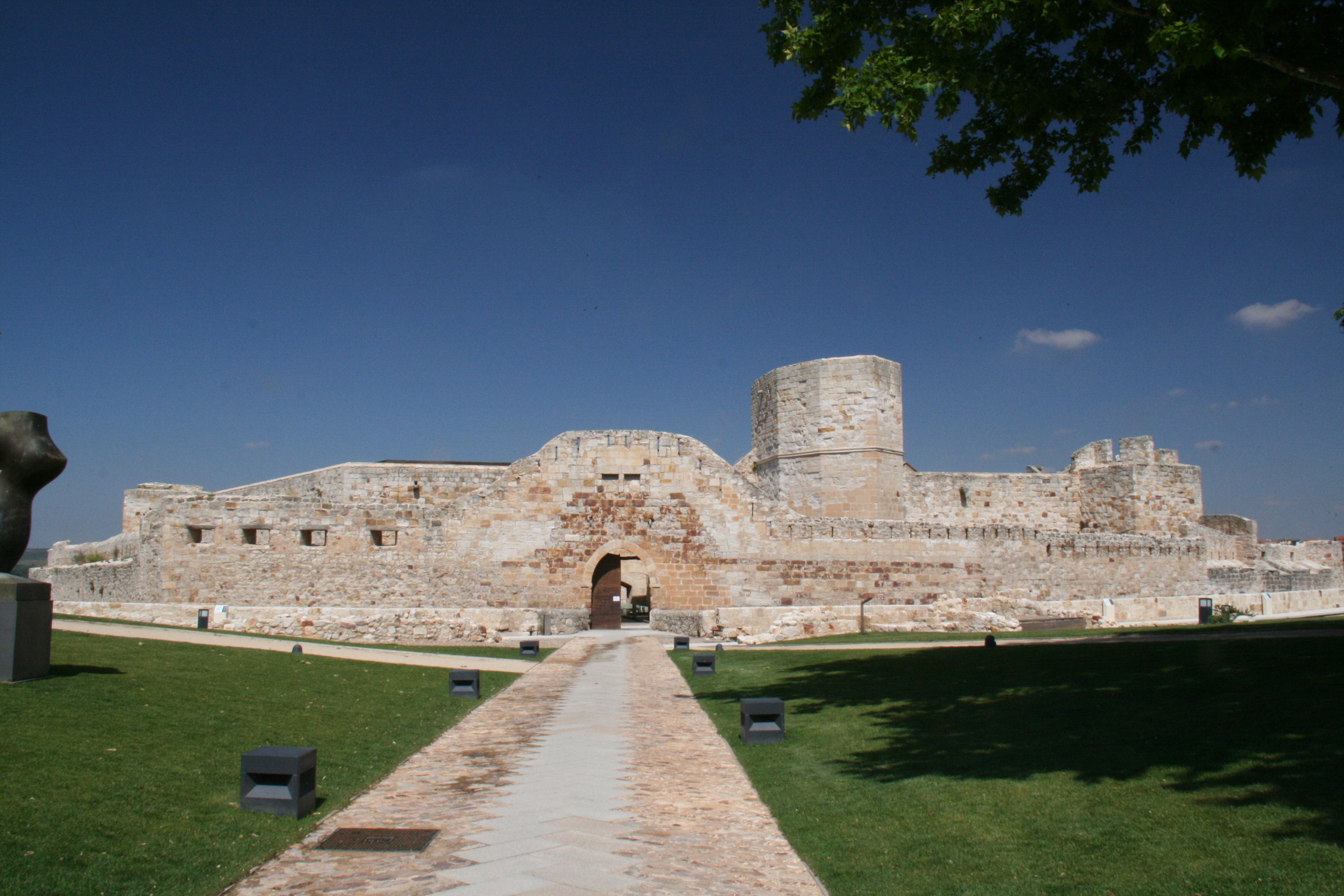
Ruinas del castillo de Zamora.

El rey perdonó al mariscal Alfonso de Valencia y le restituyó todos sus bienes, cediéndole además, «para (su) seguridad», el castillo de Castrotorafe, y el 19 de marzo de 1476, es decir, dieciocho días después de haberse librado la batalla de Toro, las tropas fernandinas ocuparon el castillo de Zamora. En 1476 los reyes le entregaron el castillo del Buen Amor, ubicado en el municipio de Villanueva de Cañedo, en la provincia de Salamanca, aunque un año después, en 1477, Alfonso de Valencia lo vendió a Alonso Ulloa de Fonseca Quijada, que en esos momentos era obispo de Ávila.
Se desconoce su fecha exacta de defunción, aunque debió ocurrir hacia 1488, según Jaime de Salazar y Acha, y después de 1487, ya que en ese año los Reyes Católicos le encomendaron, según afirma el historiador y genealogista Luis de Salazar y Castro, la «guarda de las puertas y torres de Málaga».

## Matrimonio y descendencia
Contrajo matrimonio con Juana de Sotomayor, hija de Juan de Porres, IV señor de Castronuevo y merino mayor de Zamora, y de Juana de Sotomayor, y fruto de su matrimonio nació una hija: 
- Antonia de Valencia (m. después de 1550).[34][35] Fue el último miembro de la rama principal de la familia y la heredera de la casa de Valencia.[36] Contrajo un primer matrimonio, antes de 1506,[37] con Fadrique Manrique de Lara, mariscal de Castilla y II señor de Fuenteguinaldo,[38] con quien tuvo varios hijos, y gracias a dicho matrimonio se unieron las casas de Valencia y una rama menor de la de Manrique de Lara.[31][39] Y posteriormente contrajo un segundo matrimonio, alrededor de 1520, con su primo carnal Diego de Valencia y Benavides, hijo de su tía Beatriz de Valencia y de Juan Alfonso de Benavides, el Bueno,[37] II señor de Jabalquinto,[1] aunque no tuvieron descendencia.[35]